# Gospodarka Unii Europejskiej
Gospodarka Unii Europejskiej – gospodarka wszystkich państw tworzących Unię Europejską rozpatrywanych łącznie, jakby stanowiły jedno państwo. Według danych Międzynarodowego Funduszu Walutowego (kwiecień 2025) nominalny Produkt Krajowy Brutto Unii Europejskiej wynosi 19,99 biliona USD przekraczając nieznacznie PKB Chin (19,23 biliona USD). Największą gospodarkę świata stanowią Stany Zjednoczone Ameryki Północnej z nominalnym PKB wartym 30,51 biliona USD.

## Gospodarka krajów członkowskich
Zobacz też: Gospodarka Austrii, Gospodarka Belgii, Gospodarka Bułgarii, Gospodarka Chorwacji, Gospodarka Cypru, Gospodarka Czech, Gospodarka Danii, Gospodarka Estonii, Gospodarka Francji, Gospodarka Grecji, Gospodarka Hiszpanii, Gospodarka Holandii, Gospodarka Irlandii, Gospodarka Litwy, Gospodarka Luksemburga, Gospodarka Łotwy, Gospodarka Malty, Gospodarka Niemiec, Gospodarka Polski, Gospodarka Portugalii, Gospodarka Rumunii, Gospodarka Słowacji, Gospodarka Słowenii, Gospodarka Szwecji, Gospodarka Węgier, Gospodarka Włoch.
W państwach panuje dosyć wysoki stopień redystrybucji dochodów, dochodzący do 60% PKB (w Szwecji). Główną gałąź gospodarki tych krajów stanowią usługi: telekomunikacyjne, bankowe, budowlane, transportowe – w tym samochodowe, morskie i lotnicze itd. W dalszej kolejności przemysł oraz schemizowane i zautomatyzowane rolnictwo.
Większość PKB wytwarza sektor prywatny, jednak dosyć duży udział w nim ma sektor państwowy: w Szwecji – około 30% (w latach 80. ponad 40%), w Polsce obecnie około 25%, we Francji w rękach państwowych pozostaje kolej, elektrownie (EDF, który posiada kilka elektrowni w Polsce), dystrybucja gazu (GDF) i wiele innych przedsiębiorstw, które są dochodowe i zasilają budżet państwa.
Unia Europejska, składająca się z 27 państw ma łącznie najwyższy na świecie produkt krajowy brutto. Pod względem dochodu na głowę mieszkańca kraje „starej” Unii są w światowej czołówce a niektóre regiony Europy, na przykład Bawaria czy Île-de-France, mają prawie dwukrotnie wyższy poziom PKB per capita od średniej dla wszystkich 28 państw członkowskich.
14 marca 2008 roku ekonomiści banku Goldman Sachs obliczyli, że gospodarka 15 państw strefy euro stała się największą gospodarką świata. Przyczyną jest osłabiający się dolar. W poprzedzającym roku PKB Stanów Zjednoczonych osiągnął ponad 13,84 bln dolarów, podczas gdy strefy euro prawie 8,85 bln euro. Przy kursie 1,5688 dol. za euro (według kursu z 14 marca 2008), daje to ponad 13,88 bln dol. Euroland pobił więc USA o blisko 40 mld dolarów.

### Wzrost gospodarczy
Obecnie kraje starej Unii znajdują się w słabszej kondycji: ich wzrost gospodarczy waha się między 0% a 2%. Jednocześnie mają niski przyrost naturalny i większe ograniczenia imigracyjne niż w krajach zamożnych o mniejszym zaludnieniu. Niemcy są pierwsi na świecie pod względem wartości eksportu swoich produktów, nawet przed ludniejszą Japonią. W Szwecji, Finlandii i Danii wzrost wynosi ponad 3%. W słabiej rozwiniętych państwach nowej Unii wynosi on zwykle 4–7% (Polska), 5–8% (Słowacja) czy 8–12% (Estonia). Należy jednak zauważyć, że PKB tych państw tuż po wprowadzeniu gospodarki rynkowej notował gwałtowny spadek w związku z utratą rynku radzieckiego: w Polsce było to –17%, w przypadku Bułgarii nawet –40%, a poziom PKB z czasów socjalizmu odzyskała dopiero w 2003 r.

## Statystyka
Gospodarka
     Wskaźnik równy średniej UE
     Wskaźnik lepszy od średniej UE
     Wskaźnik słabszy od średniej UE
| Państwa członkowskie | PKB (2022) | PKB (2022) | PKB (2022)  | PKB (2022)  | Wzrost PKB w % (2022) | PKB per capita (2022) | PKB per capita (2022) | PKB per capita (2022) | PKB per capita (2022) | Dług publiczny PKB = 100% (2022) | Nadwyżka / deficyt PKB = 100% (2022) | Inflacja HICP w % (2022) | Bezro- bocie w % (2022) |
| Państwa członkowskie | w mld euro | w mld PPS  | UE28 = 100% | UE28 = 100% | Wzrost PKB w % (2022) | w tys. euro           | w tys. PPS            | UE28 = 100%           | UE28 = 100%           | Dług publiczny PKB = 100% (2022) | Nadwyżka / deficyt PKB = 100% (2022) | Inflacja HICP w % (2022) | Bezro- bocie w % (2022) |
| Państwa członkowskie | w mld euro | w mld PPS  | euro        | PPS         | Wzrost PKB w % (2022) | w tys. euro           | w tys. PPS            | euro                  | PPS                   | Dług publiczny PKB = 100% (2022) | Nadwyżka / deficyt PKB = 100% (2022) | Inflacja HICP w % (2022) | Bezro- bocie w % (2022) |
| -------------------- | ---------- | ---------- | ----------- | ----------- | --------------------- | --------------------- | --------------------- | --------------------- | --------------------- | -------------------------------- | ------------------------------------ | ------------------------ | ----------------------- |
| Unia Europejska      | 15 810     | 15 810     | 100,00      | 100,00      | 3,4                   | 35,2                  | 35,2                  | 100,0                 | 100,0                 | 83,5                             | -3,3                                 | 9,2                      | 6,2                     |
| Niemcy               | 3870       | 3456       | 24,48       | 21,86       | 1,8                   | 46,2                  | 41,2                  | 131,1                 | 117,0                 | 66,1                             | -2,5                                 | 8,7                      | 3,1                     |
| Francja              | 2639       | 2449       | 16,69       | 15,49       | 2,5                   | 38,5                  | 35,8                  | 109,4                 | 101,7                 | 111,8                            | -4,8                                 | 5,9                      | 7,3                     |
| Włochy               | 1909       | 1986       | 12,08       | 12,56       | 3,7                   | 32,4                  | 33,7                  | 92,0                  | 95,7                  | 141,7                            | -8,0                                 | 8,7                      | 8,1                     |
| Hiszpania            | 1327       | 1419       | 8,39        | 8,98        | 5,8                   | 27,9                  | 29,8                  | 79,1                  | 84,7                  | 111,6                            | -4,7                                 | 8,3                      | 12,9                    |
| Holandia             | 941        | 801        | 5,95        | 5,07        | 4,3                   | 53,2                  | 45,3                  | 151,0                 | 128,7                 | 50,1                             | -0,1                                 | 11,6                     | 3,5                     |
| Polska               | 657        | 1061       | 4,15        | 6,71        | 5,3                   | 17,4                  | 28,0                  | 49,3                  | 79,5                  | 49,3                             | -3,7                                 | 13,2                     | 2,9                     |
| Szwecja              | 561        | 443        | 3,55        | 2,80        | 2,8                   | 53,5                  | 42,3                  | 151,9                 | 120,2                 | 32,9                             | 1,1                                  | 8,1                      | 7,5                     |
| Belgia               | 549        | 494        | 3,48        | 3,12        | 3,0                   | 47,0                  | 42,2                  | 133,4                 | 119,9                 | 104,3                            | -3,5                                 | 10,3                     | 5,6                     |
| Irlandia             | 503        | 420        | 3,18        | 2,66        | 9,4                   | 98,3                  | 82,1                  | 279,0                 | 233,2                 | 44,4                             | 1,7                                  | 8,1                      | 4,5                     |
| Austria              | 447        | 399        | 2,83        | 2,52        | 4,8                   | 49,4                  | 44,1                  | 140,2                 | 125,3                 | 78,4                             | -3,5                                 | 8,6                      | 4,8                     |
| Dania                | 376        | 284        | 2,38        | 1,80        | 2,7                   | 63,7                  | 48,1                  | 180,8                 | 136,6                 | 29,8                             | 3,3                                  | 8,5                      | 4,5                     |
| Rumunia              | 286        | 516        | 1,81        | 3,26        | 4,6                   | 15,0                  | 27,1                  | 42,6                  | 77,0                  | 47,2                             | -6,3                                 | 12,0                     | 5,6                     |
| Czechy               | 277        | 342        | 1,75        | 2,16        | 2,4                   | 25,9                  | 32,0                  | 73,5                  | 90,9                  | 44,2                             | -3,2                                 | 14,8                     | 2,2                     |
| Finlandia            | 267        | 213        | 1,69        | 1,35        | 1,6                   | 48,0                  | 38,4                  | 136,3                 | 109,1                 | 73,3                             | -0,8                                 | 7,2                      | 6,8                     |
| Portugalia           | 239        | 280        | 1,51        | 1,77        | 6,8                   | 23,3                  | 27,2                  | 66,1                  | 77,3                  | 112,4                            | -0,3                                 | 8,1                      | 6,0                     |
| Grecja               | 208        | 253        | 1,32        | 1,60        | 5,6                   | 19,7                  | 23,9                  | 55,8                  | 67,9                  | 172,6                            | -2,4                                 | 9,3                      | 12,5                    |
| Węgry                | 170        | 264        | 1,08        | 1,67        | 4,6                   | 17,6                  | 27,3                  | 49,9                  | 77,6                  | 73,9                             | -6,2                                 | 15,3                     | 3,6                     |
| Słowacja             | 110        | 132        | 0,69        | 0,84        | 1,8                   | 19,9                  | 24,1                  | 56,6                  | 68,5                  | 57,8                             | -2,0                                 | 12,1                     | 6,1                     |
| Bułgaria             | 85         | 141        | 0,53        | 0,89        | 3,9                   | 12,4                  | 20,7                  | 35,2                  | 58,8                  | 22,6                             | -2,9                                 | 13,0                     | 4,3                     |
| Luksemburg           | 78         | 60         | 0,49        | 0,38        | 1,4                   | 119,2                 | 91,9                  | 338,5                 | 261,1                 | 24,7                             | -0,3                                 | 8,2                      | 4,6                     |
| Chorwacja            | 67         | 101        | 0,42        | 0,64        | 6,3                   | 17,1                  | 25,7                  | 48,6                  | 73,0                  | 68,2                             | 0,1                                  | 10,7                     | 7,0                     |
| Litwa                | 67         | 89         | 0,42        | 0,56        | 2,4                   | 23,6                  | 31,5                  | 66,9                  | 89,5                  | 38,1                             | -0,7                                 | 18,9                     | 6,0                     |
| Słowenia             | 59         | 69         | 0,37        | 0,43        | 2,5                   | 28,0                  | 32,5                  | 79,4                  | 92,3                  | 72,3                             | -3,0                                 | 9,3                      | 4,0                     |
| Łotwa                | 39         | 49         | 0,25        | 0,31        | 3,4                   | 20,7                  | 25,9                  | 58,8                  | 73,6                  | 41,0                             | -4,6                                 | 17,2                     | 6,9                     |
| Estonia              | 36         | 41         | 0,23        | 0,26        | -0,5                  | 27,2                  | 30,7                  | 77,1                  | 87,2                  | 18,5                             | -1,0                                 | 19,4                     | 5,6                     |
| Cypr                 | 27         | 30         | 0,17        | 0,19        | 5,1                   | 29,6                  | 32,3                  | 84,0                  | 91,8                  | 85,6                             | 2,4                                  | 8,1                      | 6,8                     |
| Malta                | 17         | 19         | 0,11        | 0,12        | 6,9                   | 31,9                  | 36,0                  | 90,5                  | 102,3                 | 52,3                             | -5,7                                 | 6,1                      | 2,9                     |

Poziom życia w Unii Europejskiej
| Państwa członkowskie | Rzeczywista konsumpcja indywidualna per capita | Rzeczywista konsumpcja indywidualna per capita | Rzeczywista konsumpcja indywidualna per capita | Rzeczywista konsumpcja indywidualna per capita | Rzeczywista konsumpcja indywidualna per capita | Rzeczywista konsumpcja indywidualna per capita | Rzeczywista konsumpcja indywidualna per capita | Rzeczywista konsumpcja indywidualna per capita |
| Państwa członkowskie | 2004                                           | 2004                                           | 2004                                           | 2004                                           | 2016                                           | 2016                                           | 2016                                           | 2016                                           |
| Państwa członkowskie | w Euro                                         | w PPS                                          | UE28 = 100%                                    | UE28 = 100%                                    | w Euro                                         | w PPS                                          | UE28 = 100%                                    | UE28 = 100%                                    |
| Państwa członkowskie | w Euro                                         | w PPS                                          | euro                                           | PPS                                            | w Euro                                         | w PPS                                          | euro                                           | PPS                                            |
| -------------------- | ---------------------------------------------- | ---------------------------------------------- | ---------------------------------------------- | ---------------------------------------------- | ---------------------------------------------- | ---------------------------------------------- | ---------------------------------------------- | ---------------------------------------------- |
| Unia Europejska      | 15 690                                         | 15 700                                         | 100,0                                          | 100,0                                          | 20 000                                         | 20 000                                         | 100,0                                          | 100,0                                          |
| Niemcy               | 19 146                                         | 18 700                                         | 122,0                                          | 119,1                                          | 25 227                                         | 24 400                                         | 126,1                                          | 122,0                                          |
| Francja              | 18 914                                         | 17 500                                         | 120,5                                          | 111,5                                          | 23 646                                         | 22 200                                         | 118,2                                          | 111,0                                          |
| Włochy               | 17 548                                         | 16 900                                         | 111,8                                          | 107,6                                          | 19 794                                         | 19 400                                         | 99,0                                           | 97,0                                           |
| Hiszpania            | 13 631                                         | 15 300                                         | 86,9                                           | 97,5                                           | 16 429                                         | 17 800                                         | 82,1                                           | 89,0                                           |
| Polska               | 3987                                           | 8500                                           | 25,4                                           | 54,1                                           | 7538                                           | 15 100                                         | 37,7                                           | 75,5                                           |
| Rumunia              | 2204                                           | 6100                                           | 14,0                                           | 38,9                                           | 5878                                           | 12 500                                         | 29,4                                           | 62,5                                           |
| Holandia             | 20 335                                         | 19 400                                         | 129,6                                          | 123,6                                          | 25 049                                         | 22 200                                         | 125,2                                          | 111,0                                          |
| Belgia               | 18 458                                         | 17 400                                         | 117,6                                          | 110,8                                          | 24 962                                         | 22 500                                         | 124,8                                          | 112,5                                          |
| Grecja               | 12 958                                         | 15 400                                         | 82,6                                           | 98,1                                           | 12 940                                         | 15 400                                         | 64,7                                           | 77,0                                           |
| Czechy               | 5610                                           | 11 100                                         | 35,8                                           | 70,7                                           | 9454                                           | 15 500                                         | 47,3                                           | 77,5                                           |
| Portugalia           | 10 973                                         | 13 400                                         | 69,9                                           | 85,4                                           | 13 506                                         | 16 400                                         | 67,5                                           | 82,0                                           |
| Szwecja              | 21 868                                         | 17 500                                         | 139,4                                          | 111,5                                          | 29 601                                         | 22 200                                         | 148,0                                          | 111,0                                          |
| Węgry                | 5512                                           | 9600                                           | 35,1                                           | 61,1                                           | 6951                                           | 12 600                                         | 34,8                                           | 63,0                                           |
| Austria              | 19 478                                         | 18 700                                         | 124,1                                          | 119,1                                          | 26 157                                         | 23 600                                         | 130,8                                          | 118,0                                          |
| Bułgaria             | 2102                                           | 5900                                           | 13,4                                           | 37,6                                           | 4558                                           | 10 600                                         | 22,8                                           | 53,0                                           |
| Dania                | 24 349                                         | 17 100                                         | 155,2                                          | 108,9                                          | 31 761                                         | 22 800                                         | 158,8                                          | 114,0                                          |
| Finlandia            | 19 239                                         | 15 800                                         | 122,6                                          | 100,6                                          | 27 981                                         | 22 800                                         | 139,9                                          | 114,0                                          |
| Słowacja             | 4139                                           | 8800                                           | 26,4                                           | 56,1                                           | 9775                                           | 15 400                                         | 48,9                                           | 77,0                                           |
| Irlandia             | 21 007                                         | 17 200                                         | 133,9                                          | 109,6                                          | 24 253                                         | 19 300                                         | 121,3                                          | 96,5                                           |
| Chorwacja            | 5405                                           | 8500                                           | 34,4                                           | 54,1                                           | 7399                                           | 11 700                                         | 37,0                                           | 58,5                                           |
| Litwa                | 4066                                           | 8700                                           | 25,9                                           | 55,4                                           | 10 119                                         | 17 200                                         | 50,6                                           | 86,0                                           |
| Słowenia             | 9073                                           | 12 400                                         | 57,8                                           | 79,0                                           | 12 146                                         | 15 000                                         | 60,7                                           | 75,0                                           |
| Łotwa                | 3747                                           | 7500                                           | 23,9                                           | 47,8                                           | 8942                                           | 13 500                                         | 44,7                                           | 67,5                                           |
| Estonia              | 4658                                           | 8400                                           | 29,7                                           | 53,5                                           | 10 290                                         | 14 200                                         | 51,4                                           | 71,0                                           |
| Cypr                 | 13 178                                         | 14 700                                         | 84,0                                           | 93,6                                           | 15 971                                         | 18 000                                         | 79,9                                           | 90,0                                           |
| Luksemburg           | 29 181                                         | 24 200                                         | 186,0                                          | 154,1                                          | 36 222                                         | 26 300                                         | 181,1                                          | 131,5                                          |
| Malta                | 8774                                           | 12 700                                         | 55,9                                           | 80,9                                           | 13 298                                         | 16 200                                         | 66,5                                           | 81,0                                           |

| Unia Europejska | 14,2 | 12,6 | 12,3 | 12,3 | 12,3 |
| Niemcy          | 12,0 | 11,0 | 10,8 | 10,2 | 10,5 |
| Francja         | 14,0 | 13,2 | 12,8 | 12,9 | 13,3 |
| Wielka Brytania | 9,7  | 8,6  | 8,0  | 8,7  | 8,3  |
| Włochy          | 16,9 | 15,2 | 14,8 | 14,5 | 14,3 |
| Hiszpania       | 16,8 | 14,1 | 13,1 | 12,6 | 13,4 |
| Polska          | 29,2 | 22,7 | 21,0 | 19,1 | 16,9 |
| Rumunia         | 44,2 | 33,7 | 29,8 | 27,0 | 29,4 |
| Holandia        | 12,4 | 10,7 | 10,3 | 11,1 | 11,7 |
| Belgia          | 14,8 | 12,7 | 13,2 | 12,8 | 13,3 |
| Grecja          | 17,1 | 16,1 | 16,1 | 15,8 | 16,6 |
| Czechy          | 18,7 | 17,3 | 14,8 | 14,1 | 16,6 |
| Portugalia      | 18,5 | 16,6 | 15,9 | 15,8 | 17,0 |
| Węgry           | 23,3 | 19,0 | 16,5 | 16,9 | 18,2 |
| Szwecja         | 14,1 | 12,0 | 11,9 | 12,2 | 12,5 |
| Austria         | 11,4 | 10,3 | 10,1 | 9,9  | 9,9  |
| Bułgaria        | 26,4 | 28,8 | 20,2 | 18,1 | 18,7 |
| Dania           | 13,0 | 12,0 | 11,0 | 11,3 | 11,3 |
| Finlandia       | 15,3 | 12,6 | 12,0 | 12,1 | 12,4 |
| Słowacja        | 27,5 | 23,4 | 18,1 | 17,2 | 17,8 |
| Irlandia        | 14,8 | 11,1 | 9,3  | 9,6  | 9,5  |
| Chorwacja       | b.d. | b.d. | b.d. | b.d. | b.d. |
| Litwa           | 39,3 | 27,6 | 25,3 | 24,0 | 23,4 |
| Słowenia        | 17,8 | 16,7 | 14,8 | 14,6 | 15,4 |
| Łotwa           | 35,2 | 25,6 | 21,6 | 20,6 | 18,8 |
| Estonia         | 30,0 | 20,7 | 18,9 | 20,0 | 20,7 |
| Cypr            | 14,9 | 13,8 | 13,1 | 12,1 | 14,7 |
| Luksemburg      | 10,1 | 8,9  | 8,8  | 9,6  | 9,4  |
| Malta           | 16,6 | 14,7 | 14,0 | 13,5 | 12,3 |

## Polityka gospodarcza Unii Europejskiej

### Przemysł
Rozwinięty też jest przemysł produkujący sprzęt gospodarstwa domowego (Bosch, Electrolux, Zanussi), chemiczny, petrochemiczny (Shell, BP), elektroniczny (Philips), farmaceutyczny, stoczniowy i spożywczy. Ważną funkcję pełnią telekomunikacyjne satelity europejskie Eutelsat i Astra, należące do luksemburskiego SES S.A.
We Francji swoją siedzibę ma jeden z dwóch największych koncernów lotniczych Airbus, w Szwecji produkuje się samoloty Saab. W Europie produkuje się superszybkie pociągi (TGV firmy Alstom).

#### Przemysł motoryzacyjny
Niemcy zajmują trzecie miejsce na świecie pod względem produkcji samochodów, cała Unia zaś pierwsze. Najważniejsze motoryzacyjne koncerny europejskie to DaimlerChrysler (Mercedes-Benz, Chrysler, Mercedes-Maybach, także udziały w Mitsubishi), BMW, Volkswagen (do tego koncernu należą także Audi, Skoda, Seat, Bentley, Lamborghini i Bugatti), Porsche, MAN AG, PSA (Citroën i Peugeot), Renault, Fiat (także Ferrari i Iveco), Volvo AB (nadal należy do Szwedów). Montownie swoich samochodów mają także amerykański Ford (także samochody osobowe Volvo, Jaguar i DAF) i GM (Opel, Scania i Saab) oraz przedsiębiorstwa azjatyckie.

### Energetyka
Unia Europejska ujednoliciła przepisy dotyczące wytwarzania, przesyłu, dystrybucji i dostaw energii elektrycznej, wzbogacając je o przepisy dotyczące ochrony konsumentów. W celu ulepszenia i zintegrowania konkurencyjnych rynków energii w UE dyrektywą Parlamentu i Rady nr 2009/72/WE ustanowiono zasady dotyczące organizacji i funkcjonowania sektora elektroenergetycznego, otwartego dostępu do rynku, składania ofert, udzielania zezwoleń i eksploatacji systemów. W UE dużą wagę przywiązuje się do produkcji energii ze źródeł odnawialnych. Narodowe cele dotyczące udziału energii pozyskiwanej z tych źródeł w ogólnej ilości energii wytwarzanej w państwach członkowskich określono w dyrektywie 2001/77/WE. Wysiłki państw członkowskich zmierzające do realizacji celów wyznaczonych w tej dyrektywie monitoruje Komisja Europejska.

### Transport

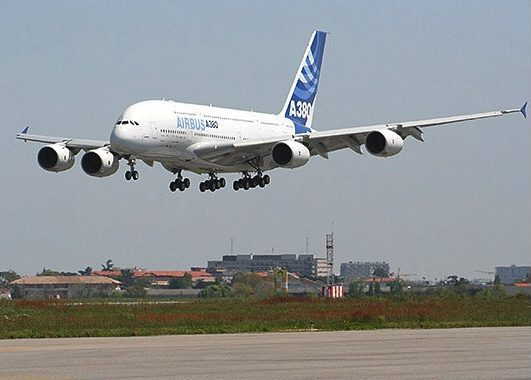
Zbudowany dzięki dotacjom unijnym Airbus A380

### Turystyka
Francja, Wielka Brytania i Włochy są najczęściej odwiedzanymi krajami na świecie, z czego czerpią ogromne korzyści drobni przedsiębiorcy oraz budżety tych państw, gdyż obcokrajowcy płacą podatek od towarów i usług przy wszelkich zakupach. W Austrii istnieją najdłuższe i najlepsze na świecie trasy narciarskie. Danię odwiedza co roku 5 mln turystów, czyli tyle, ile wynosi liczba mieszkańców.

## Finanse UE

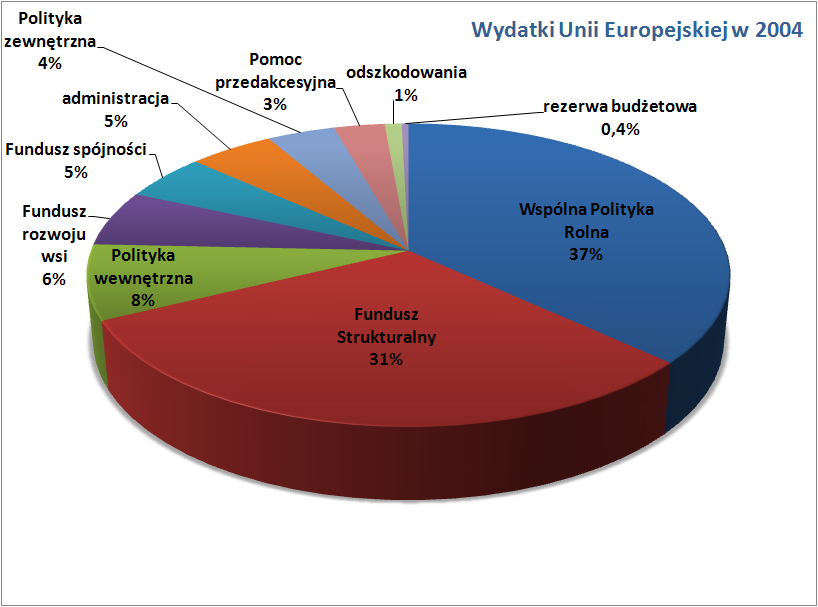
Wydatki UE w 2004

### Budżet
Unia Europejska posiada własną samodzielność finansową (od 1970 roku – od traktatu budżetowego). Źródła własne WE to:
- cła
- opłaty nakładane na import artykułów rolnych
- część podatku pośredniego
- wpłaty państw członkowskich.

Pierwsze dwa źródła stanowią ok. 14% budżetu WE, ok. 35% – wpływy z podatku pośredniego, a 51% – to wpłaty państw członkowskich. Głównym płatnikiem netto są Niemcy, a następnie Wielka Brytania. W latach osiemdziesiątych rządzący w Brytanii brytyjscy konserwatyści uzyskali rabat, ze względu na małą kwotę subwencji rolniczych. Ostatnio zrodził się pomysł stworzenia podatku europejskiego. Miałoby to być na przykład dwa punkty procentowe z podatku od towarów i usług. Wtedy najwięcej płaciłyby te kraje, w których najwięcej się konsumuje. Byłby to sposób na zmniejszenie brytyjskiego rabatu, a Niemcy, ponieważ są największą gospodarką Unii i najbardziej ludnym krajem, pozostałyby największym płatnikiem. Największym odbiorcą funduszów Unii była przez lata Hiszpania: w Madrycie wybudowano za te pieniądze na przykład metro. Francja zaś jest największym odbiorcą dotacji unijnych dla rolnictwa. Same dotacje stanowią zwrot 98% francuskiej kontrybucji brutto. Jeżeli liczyć również zyski francuskich rybaków i zyski mieszkańców Strasburga, Francja jest beneficjentem netto UE.
| Państwa członkowskie | Całościowa składka w euro                     | Całościowa składka jako % całościowego budżetu UE | Całościowe wydatki rok 2006 w euro | Całościowe wydatki jako % całościowego budżetu UE |
| -------------------- | --------------------------------------------- | ------------------------------------------------- | ---------------------------------- | ------------------------------------------------- |
| Unia Europejska      | 105 259 468 772                               | 100,00%                                           | 106 575 500 000                    | 100,00%                                           |
| Niemcy               | 22 218 438 941                                | 21,11%                                            | 12 242 400 000                     | 11,49%                                            |
| Francja              | 17 303 107 859                                | 16,44%                                            | 13 496 200 000                     | 12,66%                                            |
| Włochy               | 14 359 479 157                                | 13,64%                                            | 10 922 300 000                     | 10,25%                                            |
| Wielka Brytania      | 13 739 900 046                                | 13,05%                                            | 8 294 200 000                      | 7,78%                                             |
| Hiszpania            | 8 957 286 488                                 | 8,51%                                             | 12 883 000 000                     | 12,09%                                            |
| Holandia             | 5 552 933 781                                 | 5,28%                                             | 2 190 400 000                      | 2,06%                                             |
| Belgia               | 4 035 286 807                                 | 3,83%                                             | 5 625 100 000                      | 5,28%                                             |
| Szwecja              | 2 832 862 800                                 | 2,69%                                             | 1 573 400 000                      | 1,48%                                             |
| Austria              | 2 308 432 030                                 | 2,19%                                             | 1 830 100 000                      | 1,72%                                             |
| Dania                | 2 130 860 212                                 | 2,02%                                             | 1 501 900 000                      | 1,41%                                             |
| Polska               | 2 099 087 114                                 | 1,99%                                             | 5 305 600 000                      | 4,98%                                             |
| Grecja               | 1 882 611 879                                 | 1,79%                                             | 6 833 700 000                      | 6,41%                                             |
| Finlandia            | 1 544 832 284                                 | 1,47%                                             | 1 280 400 000                      | 1,20%                                             |
| Portugalia           | 1 443 049 602                                 | 1,37%                                             | 3 634 800 000                      | 3,41%                                             |
| Irlandia             | 1 341 281 313                                 | 1,27%                                             | 2 461 800 000                      | 2,31%                                             |
| Węgry                | 1 003 119 411                                 | 0,95%                                             | 1 842 200 000                      | 1,73%                                             |
| Czechy               | 932 392 859                                   | 0,89%                                             | 1 330 000 000                      | 1,25%                                             |
| Słowacja             | 393 148 777                                   | 0,37%                                             | 696 200 000                        | 0,65%                                             |
| Słowenia             | 299 993 572                                   | 0,29%                                             | 406 000 000                        | 0,38%                                             |
| Luksemburg           | 241 439 011                                   | 0,23%                                             | 1 194 800 000                      | 1,12%                                             |
| Litwa                | 221 997 405                                   | 0,21%                                             | 799 800 000                        | 0,75%                                             |
| Cypr                 | 144 556 416                                   | 0,14%                                             | 239 600 000                        | 0,22%                                             |
| Łotwa                | 115 205 431                                   | 0,11%                                             | 402 600 000                        | 0,24%                                             |
| Estonia              | 100 756 308                                   | 0,10%                                             | 300 000 000                        | 0,28%                                             |
| Malta                | 57 409 269                                    | 0,05%                                             | 157 000 000                        | 0,14%                                             |
| Bułgaria             | Nie była członkiem kiedy zatwierdzano budżet. | Nie była członkiem kiedy zatwierdzano budżet.     | 360 600 000                        | 0,34%                                             |
| Rumunia              | Nie była członkiem kiedy zatwierdzano budżet. | Nie była członkiem kiedy zatwierdzano budżet.     | 693 100 000                        | 0,65%                                             |